# Louis Artaud
Louis Artaud est un homme politique français né le 20 mai 1852 à Puy-Sainte-Réparade (Bouches-du-Rhône) et décédé le 12 décembre 1937 à Puy-Sainte-Réparade

## Biographie
Conseiller général, il est élu sénateur des Bouches-du-Rhône lors d'une élection partielle en janvier 1920. Il est battu lors du renouvellement général, en janvier 1921.

## Sources
- « Louis Artaud », dans le Dictionnaire des parlementaires français (1889-1940), sous la direction de Jean Jolly, PUF, 1960 [détail de l’édition]